# Sacred Reich

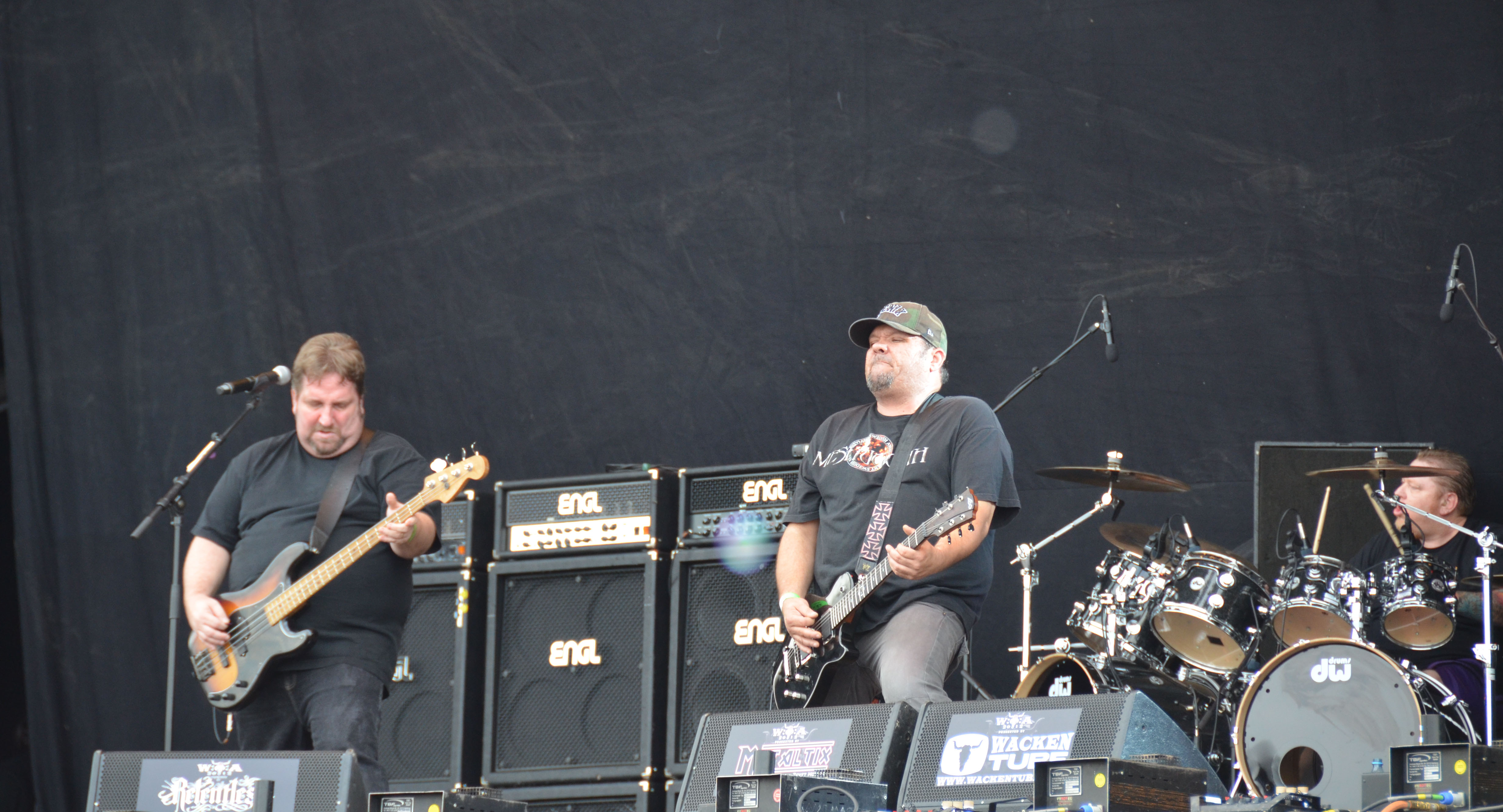
Sacred Reich op Wacken Open Air 2012

Sacred Reich is een thrashmetalband uit Phoenix, Arizona, opgericht in 1985. Zanger Phil Rind is maatschappelijk betrokken en anti-Bush, thema's die voortdurend terugkwamen in de nummers van de band. Na verschillende albums uitgebracht te hebben op het label Metal Blade, verhuisde de band voor een korte periode naar Hollywood Records, maar keerde daarna terug naar Metal Blade. Na 14 jaar en 5 albums besloten de bandleden er in 2000 mee te stoppen.
Drummer Dave McClain, die de band al eerder had verlaten, kwam in 1995 bij Machine Head terecht. Leadgitarist Wiley Arnett vormde in 2001 The Human Condition.
In 2007 kwamen de bandleden weer bijeen voor een tournee door Europa, met onder meer een optreden in de Biebob in Vosselaar. Sinds 2007 hebben ze weer diverse malen opgetreden. In 2011 hebben ze op onder andere het Fortarock-festival in Nijmegen optreden. Op 10 augustus 2019 speelden ze weer in Nederland op het festival "Into the Grave" in Leeuwarden. Tijdens het optreden op het Into the Grave festival werd wel heel erg duidelijk dat de band nog ongekend populair is en dat ze een ware cult-status hebben verworven. Hun laatste album 'Awakening' kwam uit op 23 augustus 2019 en is door de critici goed ontvangen.
Jason Rainey overleed op 53-jarige leeftijd in maart 2020.

## Bandleden
- Phil Rind, zang en basgitaar (1985–2000, 2006–heden)
- Dave McClain, drums
- Wiley Arnett, gitaar
- Joey Radziwill, gitaar

Oud-leden
- Jason Rainey, gitaar
- Greg Hall, drums
- Dan Kelly, vocalen
- Jeff Martinek, gitaar
- Ray Nay, drums
- Mike Andre, basgitaar

## Discografie
- Draining You of Life (1985, zelf uitgebrachte demo)
- Ignorance (1987, studioalbum, Metal Blade Records)
- Surf Nicaragua (1988, ep, Metal Blade Records)
- Alive at the Dynamo (1989, live-ep, Roadracer Records)
- The American Way (1990, studioalbum, Enigma Records)
- A Question (1991, ep, Hollywood Records)
- Independent (1993, studioalbum, Hollywood Records)
- Heal (1996, studioalbum, Metal Blade Records)
- Still Ignorant (1997, livealbum, Metal Blade Records)
- Awakening (2019 , studioalbum, Metal Blade Records)